# 400 meter för herrar i friidrott vid olympiska sommarspelen 2012
Herrarnas 400 meter vid olympiska sommarspelen 2012, i London i Storbritannien avgjordes den fjärde, femte och sjätte augusti på Londons Olympiastadion. Tävlingen började med en försöksomgång där alla deltagare deltog för att kvalificera sig till det efterföljande steget i tävlingen. Efter försöksomgången följde semifinaler och till sist finalen där 8 löpare deltog. LaShawn Merritt från USA var regerande mästare efter att han i Peking 2008 förbättrat sitt personliga rekord i finalen.

## Medaljörer
| Gren      | Guld                 | Guld                 | Silver                                  | Silver                                  | Brons                              | Brons                              |
| 400 meter | Kirani James Grenada | Kirani James Grenada | Luguelín Santos Dominikanska republiken | Luguelín Santos Dominikanska republiken | Lalonde Gordon Trinidad och Tobago | Lalonde Gordon Trinidad och Tobago |

## Rekord
Före tävlingarna gällde dessa rekord:
| Världsrekord (WR)     | Michael Johnson (USA) | 43,18 | Sevilla, Spanien | 26 augusti 1999 | [ 4 ] |
| Olympiskt rekord (OR) | Michael Johnson (USA) | 43,49 | Atlanta, USA     | 29 juli 1996    | [ 5 ] |
| Världsårsbästa (WL)   | LaShawn Merritt (USA) | 44,12 | Eugene, USA      | 24 juni 2012    |       |

## Program
Tider anges i lokal tid, det vill säga västeuropeisk sommartid (UTC+1).
4 augusti
- 10:35 – Försök

5 augusti
- 20:40 – Semifinal

6 augusti
- 21:30 – Final

## Resultat
- Q innebär avancemang utifrån placering i heatet.
- q innebär avancemang utifrån total placering.
- DNS innebär att personen inte startade.
- DNF innebär att personen inte fullföljde.
- DQ innebär diskvalificering.
- NR innebär nationellt rekord.
- OR innebär olympiskt rekord.
- WR innebär världsrekord.
- WJR innebär världsrekord för juniorer
- AR innebär världsdelsrekord (area record)
- PB innebär personligt rekord.
- SB innebär säsongsbästa.

### Försöksomgång
Den inledande försöksomgången ägde rum den 4 augusti.

#### Heat 1
| Placering | Namn                        | Nationalitet            | Reaktionstid | Resultat | Noteringar | Kval. |
| --------- | --------------------------- | ----------------------- | ------------ | -------- | ---------- | ----- |
| 1         | Luguelín Santos             | Dominikanska republiken | 0,187        | 45,04    |            | Q     |
| 2         | Oscar Pistorius             | Sydafrika               | 0.236        | 45.44    | SB         | Q     |
| 3         | Maksim Dildin               | Ryssland                | 0.190        | 45.52    |            | Q     |
| 4         | Rusheen McDonald            | Jamaica                 | 0.243        | 46.67    |            |       |
| 5         | Vitalij Butrym              | Ukraina                 | 0.165        | 47.62    |            |       |
| i.u.      | Ahmed Mohamed Al-Merjabi[a] | Oman                    | i.u.         | i.u.     | DNS        |       |
| i.u.      | Renny Quow                  | Trinidad och Tobago     | i.u.         | i.u.     | DNS        |       |

#### Heat 2
| Placering | Namn                | Nationalitet                       | Reaktionstid | Resultat | Noteringar | Kval. |
| --------- | ------------------- | ---------------------------------- | ------------ | -------- | ---------- | ----- |
| 1         | Kirani James        | Grenada                            | 0,173        | 45,23    |            | Q     |
| 2         | Ramon Miller        | Bahamas                            | 0.160        | 45.57    |            | Q     |
| 3         | Liemarvin Bonevacia | Oberoende olympiska idrottsutövare | 0.232        | 45.60    | PB         | Q     |
| 4         | Isaac Makwala       | Botswana                           | 0.211        | 45.67    |            |       |
| 5         | Deon Lendore        | Trinidad och Tobago                | 0.205        | 45.81    |            |       |
| 6         | Daundre Barnaby     | Kanada                             | 0.171        | 46.04    |            |       |
| 7         | Bereket Desta       | Etiopien                           | 0.224        | 47.40    |            |       |
| 8         | Bahaa Al Farra      | Palestina                          | 0.212        | 49.93    | SB         |       |

#### Heat 3
| Placering | Namn                     | Nationalitet     | Reaktionstid | Resultat | Noteringar | Kval. |
| --------- | ------------------------ | ---------------- | ------------ | -------- | ---------- | ----- |
| 1         | Jonathan Borlée          | Belgien          | 0,179        | 44,43    | NR         | Q     |
| 2         | Pavel Maslák             | Tjeckien         | 0.186        | 44.91    | NR         | Q     |
| 3         | Pavel Trenichin          | Ryssland         | 0.194        | 45.00    | PB         | Q     |
| 4         | Dane Hyatt               | Jamaica          | 0.261        | 45.14    |            | q     |
| 5         | Donald Sanford           | Israel           | 0.168        | 45.71    | NR         |       |
| 6         | Nelson Stone             | Papua Nya Guinea | 0.193        | 46.71    | SB         |       |
| 7         | Sergej Zajkov            | Kazakstan        | 0.209        | 47.12    |            |       |
| 8         | Ak Hafiy Tajuddin Rositi | Brunei           | 0.188        | 48.67    | PB         |       |

#### Heat 4
| Placering | Namn                 | Nationalitet             | Reaktionstid | Resultat | Noteringar | Kval. |
| --------- | -------------------- | ------------------------ | ------------ | -------- | ---------- | ----- |
| 1         | Demetrius Pinder     | Bahamas                  | 0,151        | 44,92    |            | Q     |
| 2         | Bryshon Nellum       | USA                      | 0.191        | 45.29    |            | Q     |
| 3         | Yousef Ahmed Masrahi | Saudiarabien             | 0.147        | 45.43    | PB         | Q     |
| 4         | Tabarie Henry        | Amerikanska Jungfruöarna | 0.176        | 45.43    |            | q     |
| 5         | Albert Bravo         | Venezuela                | 0.197        | 45.61    | PB         | q     |
| 6         | Jermaine Gonzales    | Jamaica                  | 0.171        | 46.21    |            |       |
| 7         | Kristijan Efremov    | Makedonien               | 0.229        | 47.92    | PB         |       |
| 8         | Zaw Win Thet         | Myanmar                  | 0.181        | 50.07    |            |       |

#### Heat 5
| Placering | Namn              | Nationalitet   | Reaktionstid | Resultat | Noteringar | Kval. |
| --------- | ----------------- | -------------- | ------------ | -------- | ---------- | ----- |
| 1         | Christopher Brown | Bahamas        | 0,171        | 45,40    |            | Q     |
| 2         | Tony McQuay       | USA            | 0.155        | 45.48    |            | Q     |
| 3         | Nigel Levine      | Storbritannien | 0.148        | 45.58    |            | Q     |
| 4         | Yuzo Kanemaru     | Japan          | 0.156        | 46.01    |            |       |
| 5         | Jānis Leitis      | Lettland       | 0.159        | 46.41    |            |       |
| 6         | Augusto Stanley   | Paraguay       | 0.190        | 47.21    |            |       |

#### Heat 6
| Placering | Namn              | Nationalitet        | Reaktionstid | Resultat | Noteringar | Kval. |
| --------- | ----------------- | ------------------- | ------------ | -------- | ---------- | ----- |
| 1         | Steven Solomon    | Australien          | 0,145        | 45,18    | PB         | Q     |
| 2         | Lalonde Gordon    | Trinidad och Tobago | 0.178        | 45.43    |            | Q     |
| 3         | Conrad Williams   | Storbritannien      | 0.164        | 46.12    |            | Q     |
| 4         | Marcell Deák-Nagy | Ungern              | 0.186        | 46.17    |            |       |
| 5         | Winston George    | Guyana              | 0.245        | 46.86    |            |       |
| 6         | Sajjad Hashemi    | Iran                | 0.171        | 47.75    |            |       |
| i.u.      | LaShawn Merritt   | USA                 | 0.195        | i.u.     | DNF        |       |

#### Heat 7
| Placering | Namn               | Nationalitet   | Reaktionstid | Resultat | Noteringar | Kval. |
| --------- | ------------------ | -------------- | ------------ | -------- | ---------- | ----- |
| 1         | Kevin Borlée       | Belgien        | 0,166        | 45,14    |            | Q     |
| 2         | Martyn Rooney      | Storbritannien | 0.186        | 45.36    |            | Q     |
| 3         | Rabah Yousif       | Sudan          | 0.203        | 45.46    |            | Q     |
| 4         | Nery Brenes        | Costa Rica     | 0.237        | 45.65    |            |       |
| 5         | Erison Hurtault    | Dominica       | 0.158        | 46.05    | SB         |       |
| 6         | Marcin Marciniszyn | Polen          | 0.180        | 46.35    |            |       |
| i.u.      | Mathieu Gnanligo   | Benin          | 0.168        | i.u.     | DNF        |       |

### Semifinaler
Semifinalerna hölls den 5 augusti.

#### Semifinal 1
| Placering | Bana | Namn             | Nationalitet             | Reaktionstid | Resultat | Noteringar | Kval. |
| --------- | ---- | ---------------- | ------------------------ | ------------ | -------- | ---------- | ----- |
| 1         | 7    | Lalonde Gordon   | Trinidad och Tobago      | 0,168        | 44,58    | PB         | Q     |
| 2         | 5    | Demetrius Pinder | Bahamas                  | 0.161        | 44.94    |            | Q     |
| 3         | 6    | Steven Solomon   | Australien               | 0.188        | 44.97    | PB         | q     |
| 4         | 9    | Rabah Yousif     | Sudan                    | 0.178        | 45.13    | =PB        |       |
| 5         | 4    | Pavel Maslák     | Tjeckien                 | 0.166        | 45.15    |            |       |
| 6         | 2    | Tabarie Henry    | Amerikanska Jungfruöarna | 0.167        | 45.19    | SB         |       |
| 7         | 8    | Pavel Trenichin  | Ryssland                 | 0.198        | 45.35    |            |       |
| 8         | 3    | Conrad Williams  | Storbritannien           | 0.153        | 45.53    |            |       |

#### Semifinal 2
| Placering | Bana | Namn              | Nationalitet   | Reaktionstid | Resultat | Noteringar | Kval. |
| --------- | ---- | ----------------- | -------------- | ------------ | -------- | ---------- | ----- |
| 1         | 7    | Kirani James      | Grenada        | 0,170        | 44,59    | SB         | Q     |
| 2         | 6    | Christopher Brown | Bahamas        | 0.174        | 44.67    | SB         | Q     |
| 3         | 4    | Jonathan Borlée   | Belgien        | 0.164        | 44.99    |            | q     |
| 4         | 9    | Tony McQuay       | USA            | 0.230        | 45.31    |            |       |
| 5         | 8    | Maksim Dildin     | Ryssland       | 0.168        | 45.39    |            |       |
| 6         | 3    | Nigel Levine      | Storbritannien | 0.146        | 45.64    |            |       |
| 7         | 2    | Albert Bravo      | Venezuela      | 0.185        | 46.22    |            |       |
| 8         | 5    | Oscar Pistorius   | Sydafrika      | 0.254        | 46.54    |            |       |

#### Semifinal 3
| Placering | Bana | Namn                 | Nationalitet                       | Reaktionstid | Resultat | Noteringar | Kval. |
| --------- | ---- | -------------------- | ---------------------------------- | ------------ | -------- | ---------- | ----- |
| 1         | 5    | Luguelín Santos      | Dominikanska republiken            | 0,155        | 44,78    |            | Q     |
| 2         | 4    | Kevin Borlée         | Belgien                            | 0.147        | 44.84    |            | Q     |
| 3         | 6    | Bryshon Nellum       | USA                                | 0.173        | 45.02    |            |       |
| 4         | 8    | Ramon Miller         | Bahamas                            | 0.190        | 45.11    |            |       |
| 5         | 7    | Martyn Rooney        | Storbritannien                     | 0.186        | 45.31    |            |       |
| 6         | 2    | Dane Hyatt           | Jamaica                            | 0.159        | 45.59    |            |       |
| 7         | 9    | Yousef Ahmed Masrahi | Saudiarabien                       | 0.146        | 45.91    |            |       |
| 8         | 3    | Liemarvin Bonevacia  | Oberoende olympiska idrottsutövare | 0.153        | 1.36,42  |            |       |

### Final
Finalen ägde rum den 6 augusti.
| \| Rank \| Bana \| Namn \| Nationalitet \| RT \| Tid \| Noteringar \| \| ---- \| ---- \| ----------------- \| ----------------------- \| ----- \| ----- \| ---------- \| \| 1 \| 5 \| Kirani James \| Grenada \| 0,163 \| 43,94 \| NR, WL \| \| 2 \| 7 \| Luguelín Santos \| Dominikanska republiken \| 0,185 \| 44,46 \| \| \| 3 \| 4 \| Lalonde Gordon \| Trinidad och Tobago \| 0,159 \| 44,52 \| PB \| \| 4 \| 6 \| Christopher Brown \| Bahamas \| 0,166 \| 44,79 \| \| \| 5 \| 9 \| Kevin Borlée \| Belgien \| 0,151 \| 44,81 \| \| \| 6 \| 2 \| Jonathan Borlée \| Belgien \| 0,173 \| 44,83 \| \| \| 7 \| 8 \| Demetrius Pinder \| Bahamas \| 0,153 \| 44,98 \| \| \| 8 \| 3 \| Steven Solomon \| Australien \| 0,143 \| 45,14 \| \| | Måndagen den 6 augusti 2012 Olympic Stadium, London, Storbritannien Vind.. m/s Temperatur.. °C |                   |                         |       |       |            |
| Rank | Bana                                                                                           | Namn              | Nationalitet            | RT    | Tid   | Noteringar |
| 1 | 5                                                                                              | Kirani James      | Grenada                 | 0,163 | 43,94 | NR, WL     |
| 2 | 7                                                                                              | Luguelín Santos   | Dominikanska republiken | 0,185 | 44,46 |            |
| 3 | 4                                                                                              | Lalonde Gordon    | Trinidad och Tobago     | 0,159 | 44,52 | PB         |
| 4 | 6                                                                                              | Christopher Brown | Bahamas                 | 0,166 | 44,79 |            |
| 5 | 9                                                                                              | Kevin Borlée      | Belgien                 | 0,151 | 44,81 |            |
| 6 | 2                                                                                              | Jonathan Borlée   | Belgien                 | 0,173 | 44,83 |            |
| 7 | 8                                                                                              | Demetrius Pinder  | Bahamas                 | 0,153 | 44,98 |            |
| 8 | 3                                                                                              | Steven Solomon    | Australien              | 0,143 | 45,14 |            |